# Ельц
Ельц (нім. Elz) — річка в Німеччині, протікає по землі Баден-Вюртемберг, права притока Рейну, річковий індекс 2338. Площа басейну річки становить 1481 км². Загальна довжина річки 90 км. Висота витоку 1038 м. Висота гирла 154 метри